# Problema de Stefan
A l'entorn de matemàtiques, un  problema de Stefan  és un tipus específic de problema de condició de contorn per a una equació diferencial en derivades parcials adaptat al cas en què la frontera de canvi de fase es desplaça en el temps. Aquest tipus de problema és particularment important en el camp de les transicions de fase en la matèria. Deu el seu nom a Josef Stefan, el físic eslovè que va descobrir el tipus genèric d'aquests problemes cap al 1890, en estudiar problemes de formació de gel. El tema havia estat considerat prèviament el 1831, per Lamé i Clapeyron.
Els problemes de Stefan són exemples de problemes amb condicions de contorn lliure, per equacions parabòliques. La condició de Stefan  és l'expressió en funció de la variació de temperatura de la conservació de l'energia, en el punt del canvi de fase.

## Formulació matemàtica

### Problema de Stefan unidimensional
Consideri's un bloc de gel unidimensional i semi-infinit que inicialment es troba a la temperatura de fusió u ≡ 0 per x ∈ [0, +∞). El flux de calor f(t) és introduït per l'extrem esquerre del domini de manera que el gel es va fonent i l'interval [0, s(t)] és ocupat per aigua líquida. La posició de la interfície que separa el gel de l'aigua líquida, anomenada s(t), és una funció a determinar que depèn del temps de manera que la solució al problema de Stefan consisteix a trobar tant u com s que satisfacin
{\displaystyle {\begin{aligned}{\frac {\partial u}{\partial t}}&={\frac {\partial ^{2}u}{\partial x^{2}}}&&{\text{a }}\{(x,t):0<x<s(t),t>0\},&&{\text{equació de la calor}},\\-{\frac {\partial u}{\partial x}}(0,t)&=f(t),&&t>0,&&{\text{condició de Neumann a l'extrem esquerre del domini que descriu el flux calorífic introduït}},&&\\u{\big (}s(t),t{\big )}&=0,&&t>0,&&{\text{condició de Dirichlet a la interfície entre l'aigua i el gel: la temperatura és igual a la temperatura de canvi de fase}},\\{\frac {\mathrm {d} s}{\mathrm {d} t}}&=-{\frac {\partial u}{\partial x}}{\big (}s(t),t{\big )},&&t>0,&&{\text{condició de Stefan}},\\u(x,0)&=0,&&x\geq 0,&&{\text{distribució inicial de temperatura}},\\s(0)&=0,&&&&{\text{posició inicial de la interfície entre l'aigua i el gel}}.\end{aligned}}}